# 수상 음악
| 헨델의 수상음악 F장조 HWV348 (서곡) |
|                                     |
|                                     |

| 헨델의 수상음악 F장조 HWV348 (아다지오 E스타카토) |
|                                                   |
|                                                   |

| 헨델의 수상음악 F장조 HWV348 (알레그로-안단테-알레그로) |
|                                                         |
|                                                         |

| 헨델의 수상음악 F장조 HWV348 (프레스토) |
|                                         |
|                                         |

| 헨델의 수상음악 F장조 HWV348 (에어) |
|                                     |
|                                     |

| 헨델의 수상음악 F장조 HWV348 (미뉴에트) |
|                                         |
|                                         |

| 헨델의 수상음악 F장조 HWV348 (부레-혼파이프) |
|                                              |
|                                              |

| 헨델의 수상음악 F장조 HWV348 (알레그로 모데라토) |
|                                                  |
|                                                  |

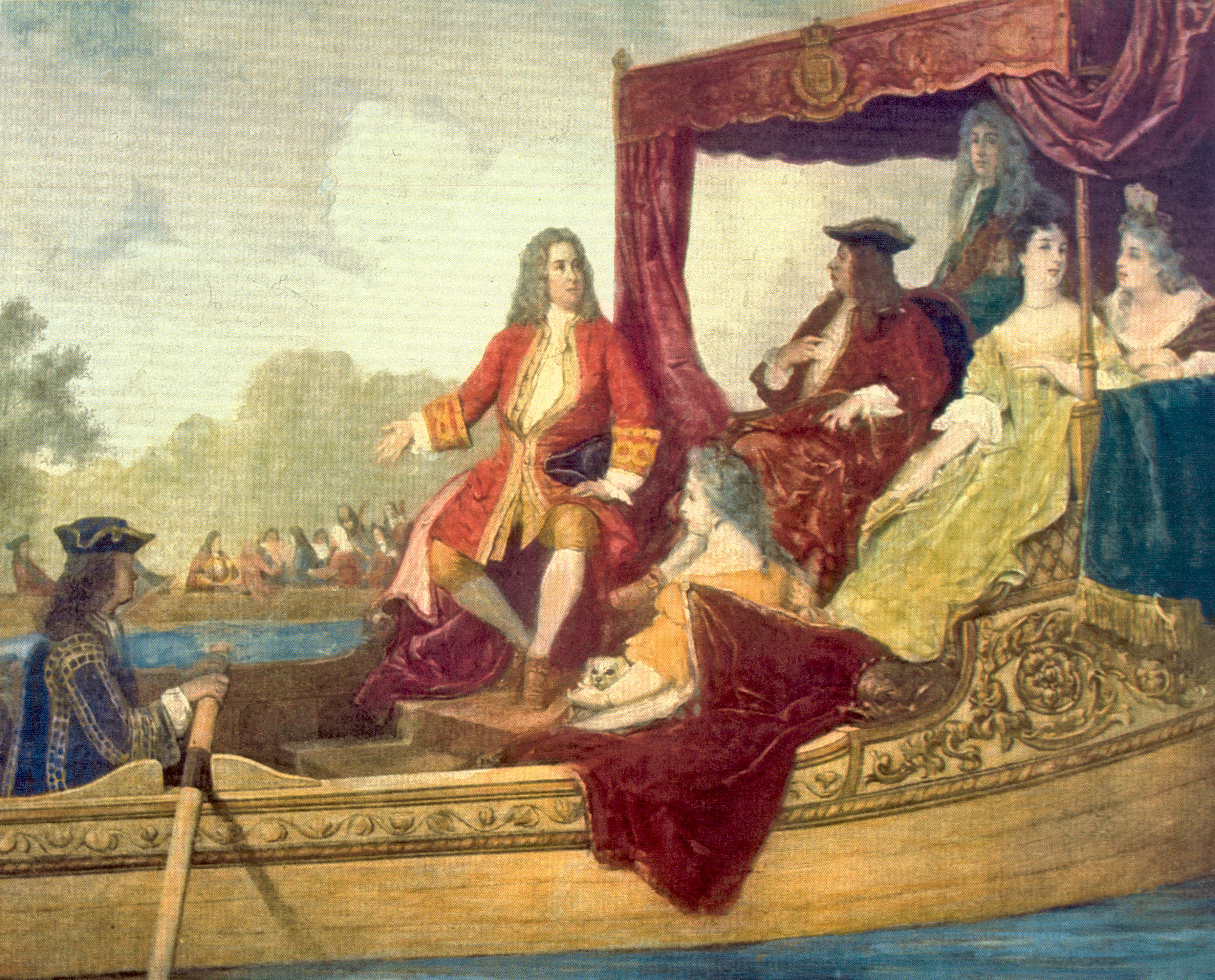

《수상 음악 헨델 작품 번호 348~350》(水上 音樂, Water Music)은 게오르크 프리드리히 헨델이 작곡하여 여러 관현악 악장을 모은 곡으로, 흔히 세 모음곡으로 여겨진다. 조지 1세 임금이 템스강에서 연주회를 요청하여 1717년 6월 17일 초연되었다. 이 연주회는 왕의 유람선 선상에서 임금과 측근들이 듣는 가운데 50명의 악사들이 공연하였다(여기에 참석한 왕의 측근 가운데는 볼튼 공작부인, 뉴캐슬 공작부인, 고돌핀 백작부인, 킬마르노크 부인, 오크니 백작 등이 있었다). 조지 1세는 이 곡을 무척 좋아하여 지친 악사들로 하여금 이 곡을 세 번이나 더 연주하도록 명령하였다고 한다.

## 음악과 악기 편성
하프시코드를 제외한 바로크 시대 관현악단의 모든 악기를 유람선에 태웠는데, 하프시코드의 경우 너무 커서 선상으로 옮길 수 없었기 때문이다.
악기 편성은 악장마다 다른데, 전체 연주를 위해서는 플루트1, 오보에2, 바순1, 호른2, 트럼펫2, 현악기, 통주저음 악기가 있어야 한다. 이런 편성은 실외 공연에서 효과적이다. 《수상 음악》 가운데 일부 곡은 더 작은 악기 편성을 위해 편곡한 당대 악보 판본으로도 남아있다.
《수상 음악》은 프랑스풍 서곡으로 시작되어, 미뉴에트, 부레, 호른파이프도 있다. 이 곡은 세 모음곡으로 나뉜다.
- 모음곡 바장조, HWV 348번

1. Overture (Largo – Allegro)
2. Adagio e staccato
3. Allegro – Andante – Allegro da capo
4. Minuet
5. Air
6. Minuet
7. Bourrée
8. Hornpipe
9. Allegro (no actual tempo marking)
10. Allegro (variant)
11. Alla Hornpipe (variant)

- 모음곡 라장조 HWV 349번

1. Overture (Allegro)
2. Alla Hornpipe
3. Minuet
4. Lento
5. Bourrée

- 모음곡 사장조 HWV 350번

1. Allegro
2. Rigaudon
3. Allegro
4. Minuet
5. Allegro

## 같이 보기
- 게오르크 프리드리히 헨델의 작품 목록